# Изгубени илюзии (филм)
„Изгубени илюзии“ (на френски: Illusions perdues) е френски игрален филм от 2021 г. на режисьора Ксавие Джаноли.
Историческата драма е адаптация по романа „Изгубени илюзии“, част от епическия цикъл „Човешка комедия“ на френския писател Оноре дьо Балзак, разкриващ облика на френското общество от Великата френска революция до края на Юлската монархия. Тя е отражение на трагичната епоха след разгрома на Наполеон. Това е времето, когато възходящата буржоазия постепенно налага своята все още млада пошлост.
През 2021 г. получава номинация за „Златен лъв“ за най-добър филм от кинофестивала във Венеция.